# Andrei Rădulescu (fotbalist)

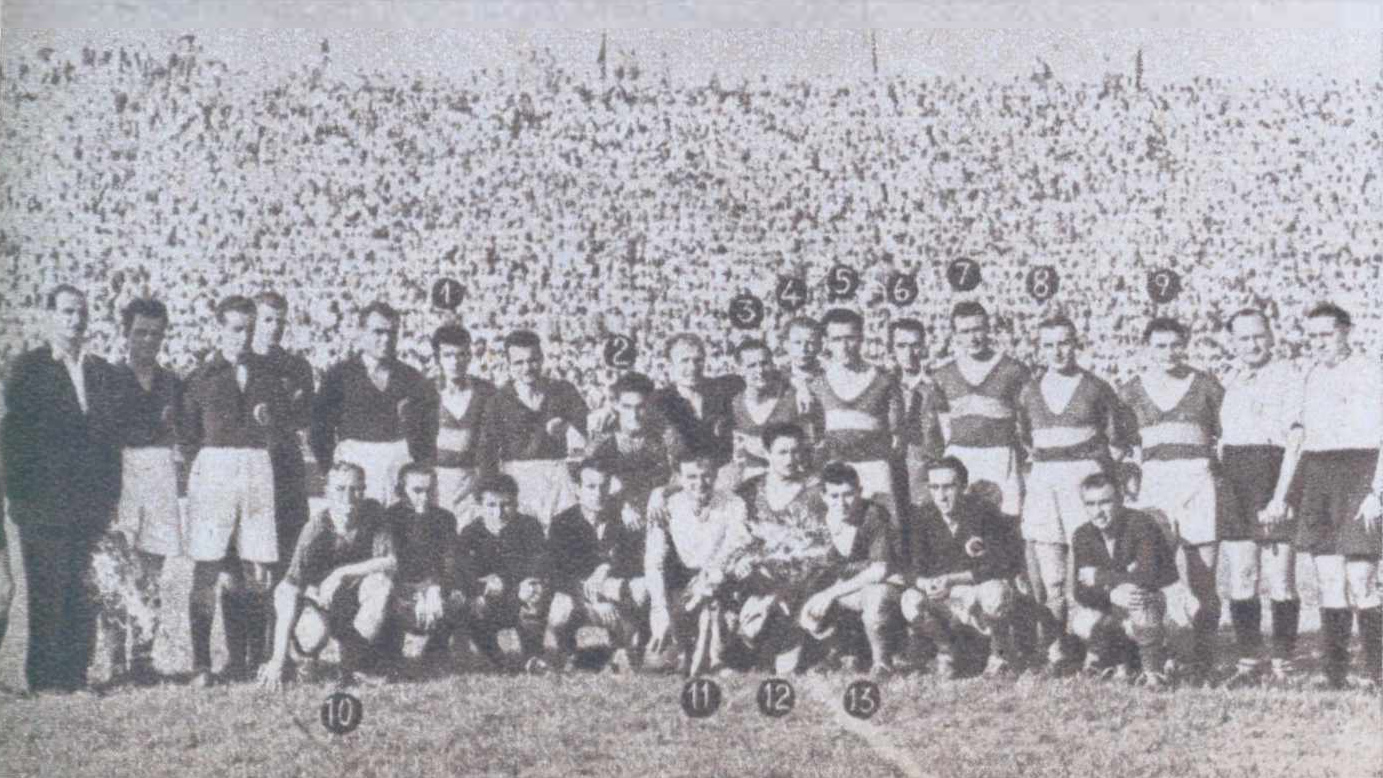
România-Bulgaria (1948), Andrei Rădulescu se află în mijloc (nr. 2)

Andrei Rădulescu (n. 9 februarie 1925, București, România – d. 1992) a fost un fotbalist român, atacant, arbitru, președinte al Federației Române de Fotbal și un jucător de baschet.

## Cariera
Andrei Rădulescu s-a născut în București, și-a început cariera jucând la clubul de juniori Luceafărul București la vârsta de 13 ani. În 1942 și-a început cariera de senior la Venus București, după care s-a mutat la Timișoara unde a urmat cursurile Universitatea Politehnica din Timișoara, unde a jucat fotbal pentru echipa universității, Politehnica Timișoara. În anii săi de fotbal la Venus București și Politehnica Timișoara, Rădulescu a jucat și baschet în campionatele regionale pentru Viforul Dacia II București și RGM Timișoara, activitate pe care a abandonat-o. în 1948, după ce Politehnica Timișoara a câștigat promovarea în liga I la cerința conducerii echipei pentru a evita accidentările. Din 1950 până în 1954, Rădulescu a jucat la Rapid București, reușind să devină cel mai mare marcator al sezonului Divizia A 1950 cu 18 goluri marcate în 22 de meciuri.

### Arbitru
În 1957, Rădulescu a devenit arbitru de fotbal, arbitrând meciuri din Divizia A și finala Cupei României din 1960. Din 1963 devine arbitru FIFA, arbitrând și la nivel de cluburi internaționale și europene. A fost selectat să arbitreze meciurile de la Cupa Mondială 1970, conducând meciul Belgia - El Salvador și fiind un tușier la Israel – Suedia și Uruguay – Israel jocuri. După ce s-a retras din cariera de arbitru, Rădulescu a lucrat la Federația Română de Fotbal, la început ca simplu membru, ulterior fiind președinte al Comisiei Centrale a Arbitrilor și al altor comisii federale în diferite perioade, reușind să fie și el. președinte al Federației Române de Fotbal în două perioade, prima a fost din februarie 1981 până în iulie 1983, iar a doua a fost în ianuarie – februarie 1990.

## Cariera internațională
Andrei Rădulescu a jucat 4 meciuri, marcând 2 goluri pentru România, debutând sub antrenorul Iuliu Baratky la Cupa Balcanică 1948 într-o victorie cu 3–2 împotriva lui Bulgaria. Următoarele două meciuri ale sale au fost, de asemenea, la Cupa Balcanică 1948, jucând 0–0 împotriva Polonia și într-o înfrângere cu 5–1 împotriva echipei naționale de fotbal a Ungariei. Ultimul meci al lui Rădulescu pentru echipa națională a fost un amical care s-a încheiat cu o victorie cu 6-0 împotriva Albaniei în care a marcat două goluri.

### Goluri internaționale
Scorurile și rezultatele listează primul număr de goluri al României, coloana scor indică scorul după fiecare gol Rădulescu.
| Gol | Dată             | Stadion                                  | Adversar | Score | Rezultat | Competiție |
| --- | ---------------- | ---------------------------------------- | -------- | ----- | -------- | ---------- |
| 1   | 8 octombrie 1950 | Stadionul Republicii, București, România | Albania  | 2–0   | 6–0      | Amical     |
| 2   | 8 octombrie 1950 | Stadionul Republicii, București, România | Albania  | 5–0   | 6–0      | Amical     |